# Itoplectis philippinensis
Itoplectis philippinensis là một loài tò vò trong họ Ichneumonidae.